# La furia de Johnny Kidd
La furia de Johnny Kidd es una película hispano-italiana del año 1967 protagonizada por Peter Lee Lawrence, y perteneciente al subgénero del spaghetti western. Está dirigida por el cineasta italiano Gianni Puccini.

## Argumento
Trata de la historia de dos familias, los Campos y los Montauner, que se hallan fuertemente enemistadas, con los típicos tiroteos entre sus miembros, incendios respectivos de propiedades, jugarretas, etc. Tras un engaño por parte de los Campos, Johnny (Peter Lee Lawrence), el hijo pequeño de los Montauner, iniciará junto a un amigo pistolero una serie de actos de venganza. Aunque sin quererlo, se enamora de la hija de pequeña de los Campos: Julieta (Cristina Galbó).